# استیو جونز (بازیکن فوتبال، زاده مارس ۱۹۷۰)
استیو جونز (انگلیسی: Steve Jones؛ زادهٔ ۱۷ مارس ۱۹۷۰) بازیکن فوتبال در پست مهاجم اهل انگلستان است.

## باشگاهی
از باشگاه‌هایی که در آن بازی کرده‌است می‌توان به باشگاه فوتبال بیلریکای، باشگاه فوتبال بزیلدون یونایتد، باشگاه فوتبال برنتفورد، باشگاه فوتبال بریستول سیتی، باشگاه فوتبال وستهام یونایتد، باشگاه فوتبال وایکام واندررز، باشگاه فوتبال چارلتون اتلتیک، باشگاه فوتبال ساوتند یونایتد و باشگاه فوتبال ای. اف. سی بورنموث اشاره کرد.